# オキサゾリン
オキサゾリン（oxazoline）は化学式C3H5NOを持つ5員環複素環式化合物であり、この環を含む化合物群をも指す。